# Црква Свете Богородице у месту Плањане
Црква Свете Богородице у месту Плањане, насељеном месту на територији општине Призрен на Косову и Метохији, представља непокретно културно добро као споменик културе.
Село Плањане помиње се први пут 1348. године у повељи цара Душана манастиру Хиландару. Године 1397. кнегиња Милица приложила је Плањане манастиру Високи Дечани. На темељима старе цркве подигнута је 1868. године црква посвећена Рођењу Богородице. У цркви се чува значајна збирка икона из 17.-19. века.

## Основ за упис у регистар
Решење Завода за урбанизам и заштиту споменика културе и природе општине Призрен, бр. 266 од 23. 5. 1974. г. Основни закон о заштити споменика културе (Сл. лист СФРЈ бр. 12/65) са наведеним примедбама о правним одредбама престанка коришћења овог закона.